# Grenoble-Alpes metropolisz

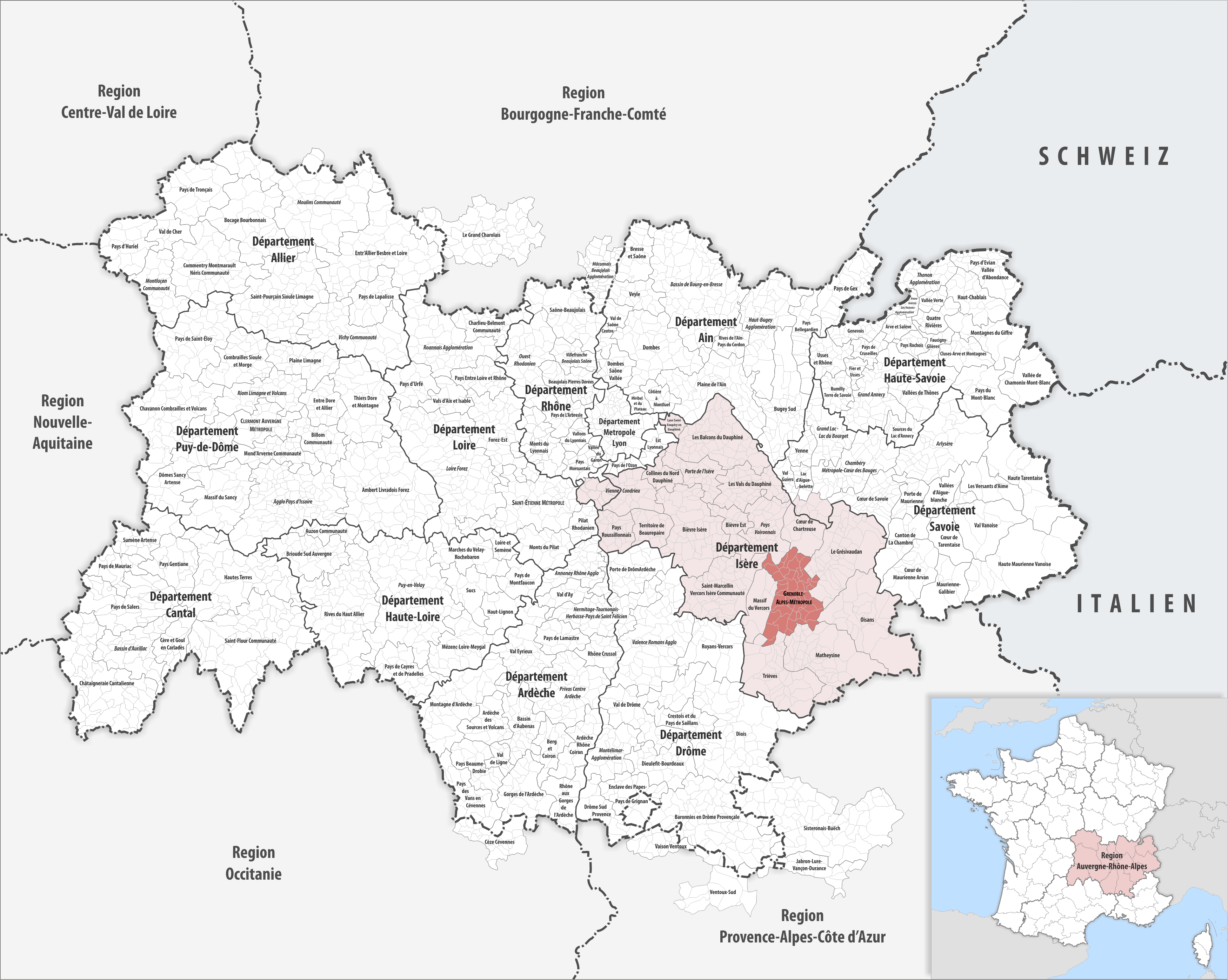
Elhelyezkedése a régión és a megyén belül megyében

Grenoble-Alpes metropolisz (franciául: Grenoble-Alpes Métropole) a franciaországi metropoliszok egyike, a francia községközi társulási rendszer (intercommunalité) része.
Franciaország keleti részén, Auvergne-Rhône-Alpes régió Isère megyéjében helyezkedik el. Grenoble-t és a térség további 48 községét foglalja magába. 2015. január 1-jén jött létre az addigi „Grenoble agglomerációs közösség” (communauté d’agglomeration de Grenoble) átalakításával.
Igazgatási központja Grenoble-ban van.
Népessége 449 488 fő volt 2021-ben, ebből 157 477 fő Grenoble-ban élt. Területe 545,5 km2.

## Községek
A metropoliszt az alábbi 49 község alkotja:
1. Bresson
2. Brié-et-Angonnes
3. Champagnier
4. Champ-sur-Drac
5. Claix
6. Corenc
7. Domène
8. Échirolles
9. Eybens
10. Fontaine
11. Fontanil-Cornillon
12. Gières
13. Grenoble
14. Herbeys
15. Jarrie
16. La Tronche
17. Le Gua
18. Le Pont-de-Claix
19. Le Sappey-en-Chartreuse
20. Meylan
21. Miribel-Lanchâtre
22. Montchaboud
23. Mont-Saint-Martin
24. Murianette
25. Notre-Dame-de-Commiers
26. Notre-Dame-de-Mésage
27. Noyarey
28. Poisat
29. Proveysieux
30. Quaix-en-Chartreuse
31. Saint-Barthélemy-de-Séchilienne
32. Saint-Égrève
33. Saint-Georges-de-Commiers
34. Saint-Martin-d’Hères
35. Saint-Martin-le-Vinoux
36. Saint-Paul-de-Varces
37. Saint-Pierre-de-Mésage
38. Sarcenas
39. Sassenage
40. Séchilienne
41. Seyssinet-Pariset
42. Seyssins
43. Varces-Allières-et-Risset
44. Vaulnaveys-le-Bas
45. Vaulnaveys-le-Haut
46. Venon
47. Veurey-Voroize
48. Vif
49. Vizille